# Jamaikamangokolibri
Der Jamaikamangokolibri (Anthracothorax mango) oder Jamaikamango ist eine Vogelart aus der Familie der Kolibris (Trochilidae), die endemisch auf Jamaika ist. Der Bestand wird von der IUCN als „nicht gefährdet“ (least concern) eingeschätzt. Die Art gilt als monotypisch.

## Merkmale
Der Jamaikamangokolibri erreicht eine Körperlänge von etwa 11 bis 12 cm bei einem Gewicht von 8,5 bis 9,1 g. Er ist ein mittelgroßer dunkler Kolibri, der sich leicht von anderen Arten der Gattung Anthracothorax unterscheidet. Das Männchen hat einen leicht gebogenen schwarzen Schnabel. Der Oberkopf wirkt verwaschen grün. Die Seite des Kopfes und des Nackens ist metallisch magentaviolett. Die Unterseite ist samtschwarz, der Rücken matt grünbronzefarben. Die zentralen Steuerfedern sind dunkel bronzefarben bis dunkel schwarz. Der Rest des Schwanzes ist metallisch violett mit einem schmalen dunkelblauen Band. Das Weibchen ähnelt dem Männchen, doch hat es ausgewaschene samtgrüne Flanken. Die äußeren Steuerfedern haben weiße Spitzen. Immature Männchen haben einen tief blauen Kragenspiegel, der im zweiten Lebensjahr ins Samtschwarze übergeht.

## Verhalten und Ernährung
Der Jamaikamangokolibri bezieht seinen Nektar von einer Vielzahl von Blüten, die zu den Bedürfnissen des Vogels passen. Das können sowohl einheimische als auch eingeführte Arten sein. Zu den Pflanzen, die er anfliegt, gehören Arten der Gattungen Hohenbergia, Opuntien, Stenocereus, Kordien, Tabebuia, Spathodea und Bauhinien. An massenblühenden Bäumen verteidigen Männchen ihr Futterterritorium. Zusätzlich gehören Gliederfüßer, die er im Flug fängt, zum Nahrungsspektrum des Jamaikamangokolibris. Oft erbeutet er diese in 10 bis 15 Metern über dem Boden.

## Fortpflanzung
Nester des Jamaikamangokolibris finden sich das ganze Jahr über, doch scheint es die meisten zwischen Januar und Mai zu geben. Das Nest ist ein kleiner Kelch aus dicht gewobenen Seidenfasern, Saatgut z. B. von Tillandsia und Spinnweben. Es wird auf einer dicken Verzweigung in einem Baum in 3 bis 8 Metern Höhe über dem Boden angebracht. Ein Gelege besteht aus zwei weißen Eiern, die ausschließlich vom Weibchen ausgebrütet werden. Die Küken sind schwärzlich mit zwei gräulichen Streifen auf dem Rücken. Pro Saison gibt es nur eine Brut.

## Lautäußerungen
Der Jamaikamangokolibri gilt als eher ruhiger Zeitgenosse. Sein Gesang ist bisher nicht beschrieben. Er gibt scharfe, kratzende tik..tik..tik..-Laute von sich.

## Verbreitung und Lebensraum

Verbreitungsgebiet des Jamaikamangokolibris

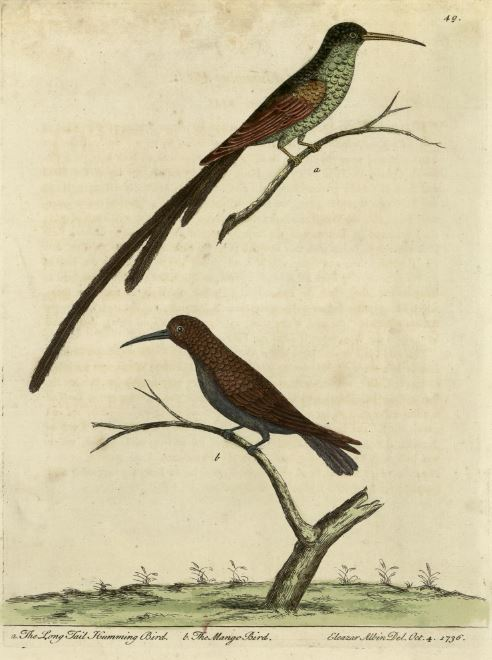
Rotschnabel-Jamaikasylphe & Jamaikamangokolibri, illustriert von Eleazar Albin

Der Jamaikamangokolibri hat eine weite Bandbreite von Habitaten, in denen er sich bewegt. Zu ihnen gehören offene bis halboffene Tieflandvegetation inklusive trockener Gebiete, Gärten und Plantagen. Häufig ist er entlang von Waldrändern in Höhenlagen von Meeresspiegel bis 800 Meter anzutreffen. Regelmäßig bis selten mit Ausnahme der Monate Juni bis August ist er in mittleren Höhenlagen an natürlichen Rändern feuchter und an Elfenwäldern in Höhenlagen zwischen 900 und 1500 Meter unterwegs. Er meidet Mangroven.
Der Jamaikamangokolibri zieht in den Monaten Juni bis August in die mittlere Höhenlagen von Cockpit Country oder dem Blue and John Crow Mountains Nationalpark. Dieses geschieht nach dem Ende der Blütezeit in den höheren Höhenlagen.

## Etymologie und Forschungsgeschichte
Die Erstbeschreibung des Jamaikamangokolibris erfolgte 1758 durch Carl von Linné unter dem wissenschaftlichen Namen Trochilus Mango. Das Typusexemplar stammte aus Jamaika. Bereits 1831 führte Friedrich Boie die Gattung Anthracothorax ein. Dieser Name leitet sich vom griechischen ἄνθραξ, ἄνθρακος ánthrax, ánthrakos für „Kohle, kostbarer Stein“ und θώραξ, θώρακος thōrax, thōrakos für „Brust“ ab. Der Artname mango kam eventuell durch einen Irrtum Eleazar Albins zustande. Eleazar Albin beschrieb 1731 den Vogel als Mango Bird und dachte es wäre der Jamaikamangokolibri. Später stellte sich heraus, dass es sich bei diesem Namen um den Indienpirol (Oriolus kundoo Sykes, 1832) handeln könnte.